# Либтен
Либтен (њем. Lübtheen) град је у њемачкој савезној држави Мекленбург-Западна Померанија. Једно је од 89 општинских средишта округа Лудвигслуст. Према процјени из 2010. у граду је живјело 4.612 становника. Посједује регионалну шифру (AGS) 13054067.

## Географски и демографски подаци
Либтен се налази у савезној држави Мекленбург-Западна Померанија у округу Лудвигслуст. Град се налази на надморској висини од 15 метара. Површина општине износи 119,7 km². У самом граду је, према процјени из 2010. године, живјело 4.612 становника. Просјечна густина становништва износи 39 становника/km².

## Међународна сарадња
| Мјесто | Држава | Врста сарадње | Од    |
| ------ | ------ | ------------- | ----- |
|        | САД    | партнерство   | 1993. |
|        | Пољска | партнерство   | 1992. |
| Извор  |        |               |       |